# Canadisk blodurt
Canadisk blodurt (Sanguinaria canadensis) er en staude med oprette og ret store blade. Blomsterne er hvide med masser af gule støvdragere. Planten bruges som prydplante i skyggebede. Roden og især rodstokken afgiver rød saft, hvis den bliver såret. Hele planten er giftig.

## Beskrivelse
Canadisk blodurt en løvfældende staude med ganske få, oprette og ret store blade. Randen er lappet med grove tænder, oversiden er grågrøn, mens undersiden er rent grå. 
Blomstringen sker samtidig med, at bladene kommer frem, dvs. i april-maj. Blomsterne er rent hvide med mange kronblade og masser af gule støvdragere. Frøene modner godt og spirer villigt under de rette, skovbundsagtige forhold.
Planten overvintrer ved hjælp af rodstokken. Rodnettet er trævlet og ikke særligt kraftigt. 
Højde x bredde og årlig tilvækst: 0,20 x 0,50 m (20 x 5 cm/år).

## Hjemsted
Blodurt hører hjemme i de løvfældende skove i det østlige Nordamerika, dvs. Canada og USA, bortset fra de bjergrige Rocky Mountainsstater. 
Arten findes ved Cold River neden for Drewsville, Cheshire County, New Hampshire, USA, og her vokser den i fugtpræget løvskov sammen med bl.a. Giftsumak, strudsvinge, amerikansk avnbøg, amerikansk kongebregne, amerikansk nældetræ, amerikansk snabelkalla, askebladet løn, hvid ask, hvid eg, kanelbregne, kapbalsamin, lodden hickory, rød løn, sukkerløn og virginsk troldnød
| Portal | Portal:Botanik |

## Note
1. ↑  Local Advisory Committee: Cold River Arkiveret 25. april 2009 hos  Wayback Machine (engelsk)